# ÖBB 2068

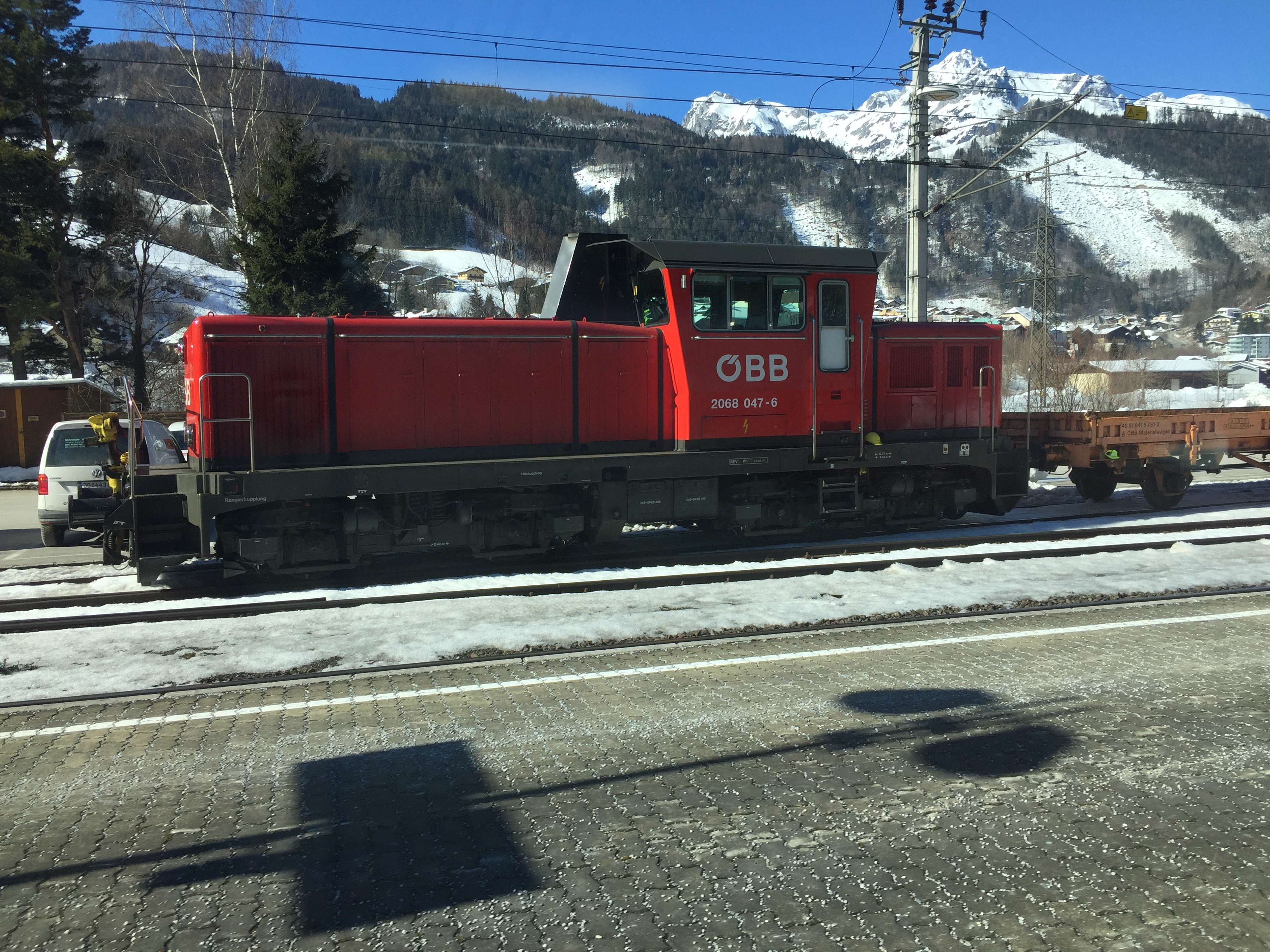
Eine 2068 in komplett roter Lackierung, am Bahnhof Werfen. Bei dieser wurde der Pflatsch bereits durch die ÖBB Wortmarke ersetzt. (Februar 2019)

Die Baureihe 2068 ist eine Verschubdiesellok der ÖBB, die hauptsächlich auf großen Bahnhöfen eingesetzt wird. Akute Überalterung und leistungsschwache Verschubdieselloks führten ab Anfang der 1990er Jahre zum Bau der als „Flüsterlok“ bezeichneten 2068.

## Geschichte
Mitte der 1980er-Jahre stellten die ÖBB erste Überlegungen zur Konzipierung neuer Dieselloks für den Verschubdienst an. Eine dreiachsige Lok schied wegen der unruhigen Laufeigenschaften im Geschwindigkeitsbereich um 100 km/h sofort aus. Die Lösung sah man in einer vierachsigen Drehgestelllok: Die Jenbacher Werke erhielten 1989/90 den Auftrag, fünf solche Loks an die ÖBB abzuliefern, die als 2068.001 bis 005 eingereiht wurden. In den Jahren 1992 bis 1994 folgten noch 55 weitere Exemplare. Die Hauptserie weist gegenüber den fünf Prototypen geringfügige Unterschiede auf.
Die Vorserienloks wurden 1998 für den Raffinerie-Einsatz auf den Werksbahnen der OMV in Schwechat aufgrund der Anforderungen bezüglich des Explosionsschutzes, im TS-Werk St. Pölten, wie folgt adaptiert:
- Ausführung folgender Komponenten in Schutzart IP 54: Batteriekasten, Sandkastenheizung, Elektrische Teile der Spurkranzschmierung, Indusimagnet, Füllstandsniveaufühler im Tank, Heizung des Kondensatauffangbehälters
- Ausblasen der beim Laden der Batterie entstehenden Gase über eine Abluftleitung auf mehr als 90 cm über der SOK. Die Lüfter sind in Ex-Ausführung ausgeführt.
- Einbau von Schnellschlussklappen im Ansaugluftstutzen
- Einbau von Funkensieben im Auspuffstutzen und Webasto-Gerät
- Versetzung des Webasto-Gerätes auf 90 cm über der SOK

Im Jahr 2013 wurden 2068 010 und 013 aus dem Fuhrpark der ÖBB-Produktion GmbH ausgegliedert und der Güterverkehrssparte RCA zugeteilt, welche diese als 409 001 und 002 bei der Rail Cargo Hungaria in Ungarn einsetzt.
Heute wird die Baureihe 2068 im Verschubdienst in Vorarlberg, Kärnten und vor allem der Steiermark eingesetzt.
Von den fünf Prototypen sind drei (001, 002, 003) in Villach abgestellt, da diese noch mit bereiften Radsätzen ausgerüstet sind und ein Umbau auf Monobloc-Räder in absehbarer Zeit nicht vorgesehen ist.
Die anderen beiden (004, 005) sind in Graz Hbf stationiert und aktiv im Einsatz.
Von den Serien-Maschinen ist noch der größte Teil unterwegs. Lediglich 2068 006 wurde unfallbedingt ausgemustert und als Spender für die ebenfalls verunfallte 409 002 (2068 013) herangezogen.
2068 007 und 012 wurden wie die drei Prototypen 001 bis 003 nie auf Monobloc-Räder umgerüstet und sind nahe der HW St. Pölten abgestellt und ausgeschlachtet.

## Konstruktion
Der tragende Hauptrahmen der Lok setzt sich aus zwei durchgehenden kastenförmigen Längsträgern, mehreren Querträgern und beiden Pufferträgern zusammen. Die beiden Vorbauten und das Führerhaus sind am Hauptrahmen eingelagert. Rund um die Vorbauten befinden sich Umlaufstege, die über Verschieberauftritte zugänglich sind. In den beiden Vorbauten befinden sich die gesamte Antriebsanlage und die elektronische Ausrüstung. Das Führerhaus wurde nach ergonomischen Kenntnissen entwickelt und ist klimatisiert, vier Bedienungspulte stehen dem Lokführer zur Verfügung, welche allesamt dem ÖBB-Einheitsführerstand entsprechen. Der Hauptrahmen stützt sich über 4×3 Flexicoil-Federn ab, die Drehgestelle sind in geschweißter Kastenbauweise hergestellt. Die Kraftübertragung erfolgt über ein tiefliegendes Drehzapfenlager. Alle Loks wurden in verkehrsroter Lackierung geliefert. Der Rahmen und die beiden „Lätzchen“ an den Vorbauten sind grauweiß, das Dach und die Drehgestelle verkehrsgrau lackiert. Bei Neulackierungen wird auf die Kontrastfläche und den grauweißen Längsstreifen verzichtet, die Loks erhalten das aktuelle ÖBB-Emblem.

## Technische Merkmale
Die ÖBB legten größten Wert darauf, dass ein lärmarmer Motor des Typs JW 608 DS eingebaut wird. Dieser stellt eine auf 1100 PS gedrosselte Variante jenes Motors dar, mit dem in den 80er-Jahren die Loks 2143.01-22 ausgestattet worden waren. Er befindet sich unter dem längeren Vorbau. Die Kraftübertragung vom hydraulischen Traktionsmotor erfolgt über ein Turbo-Wendegetriebe auf die Achsgetriebe. Alle Steuerungsbefehle werden von einem SIBAS-16-Gerät überwacht. Die Loks verfügen über eine verschleißfreie hydrodynamische Betriebsbremse, eine Druckluftbremse und eine Federspeicherbremse. Alle Loks haben Sifa, Indusi Verschubfunk und sind tandemfähig.

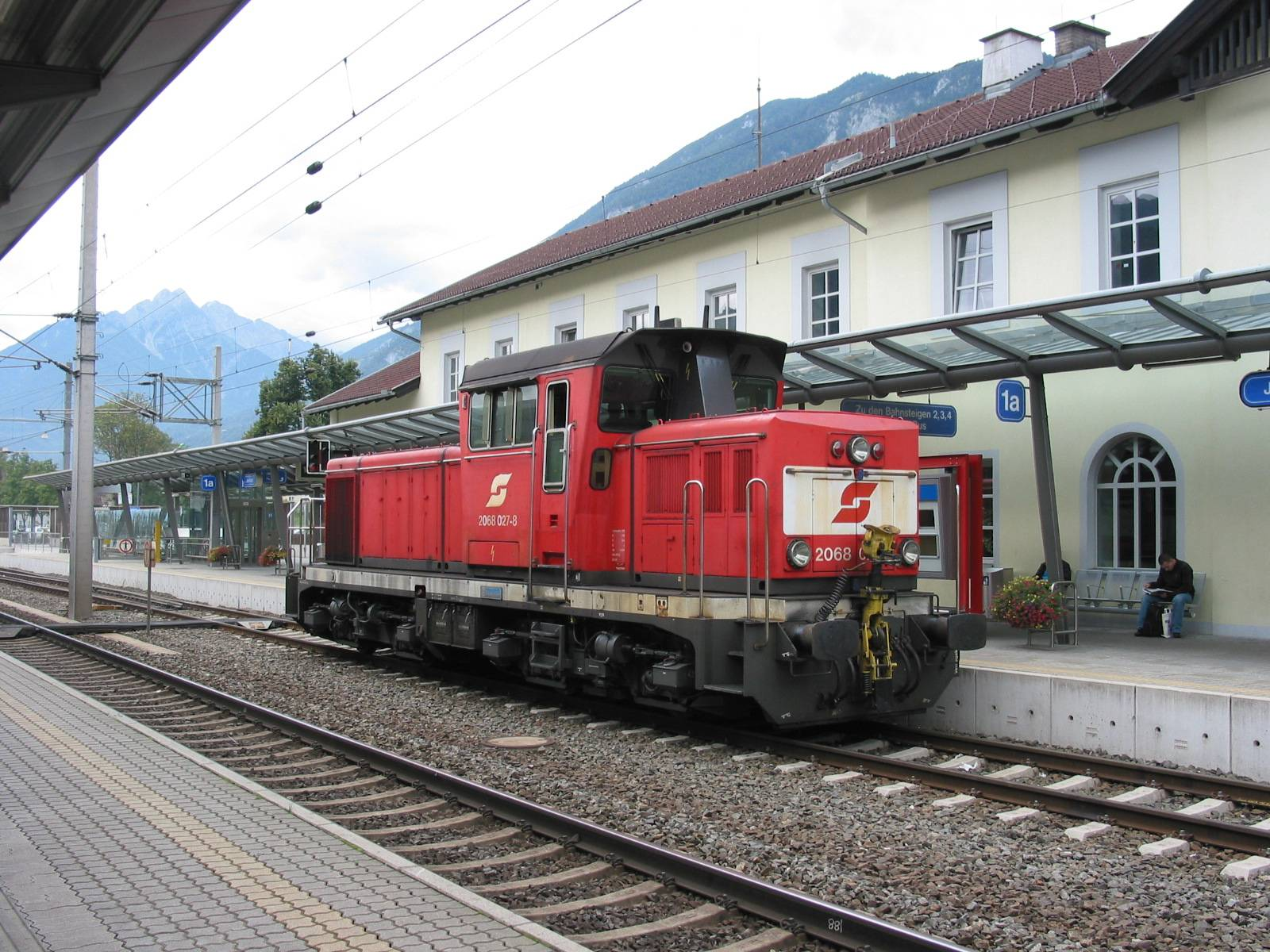
2068 027-8 in Jenbach, Tirol
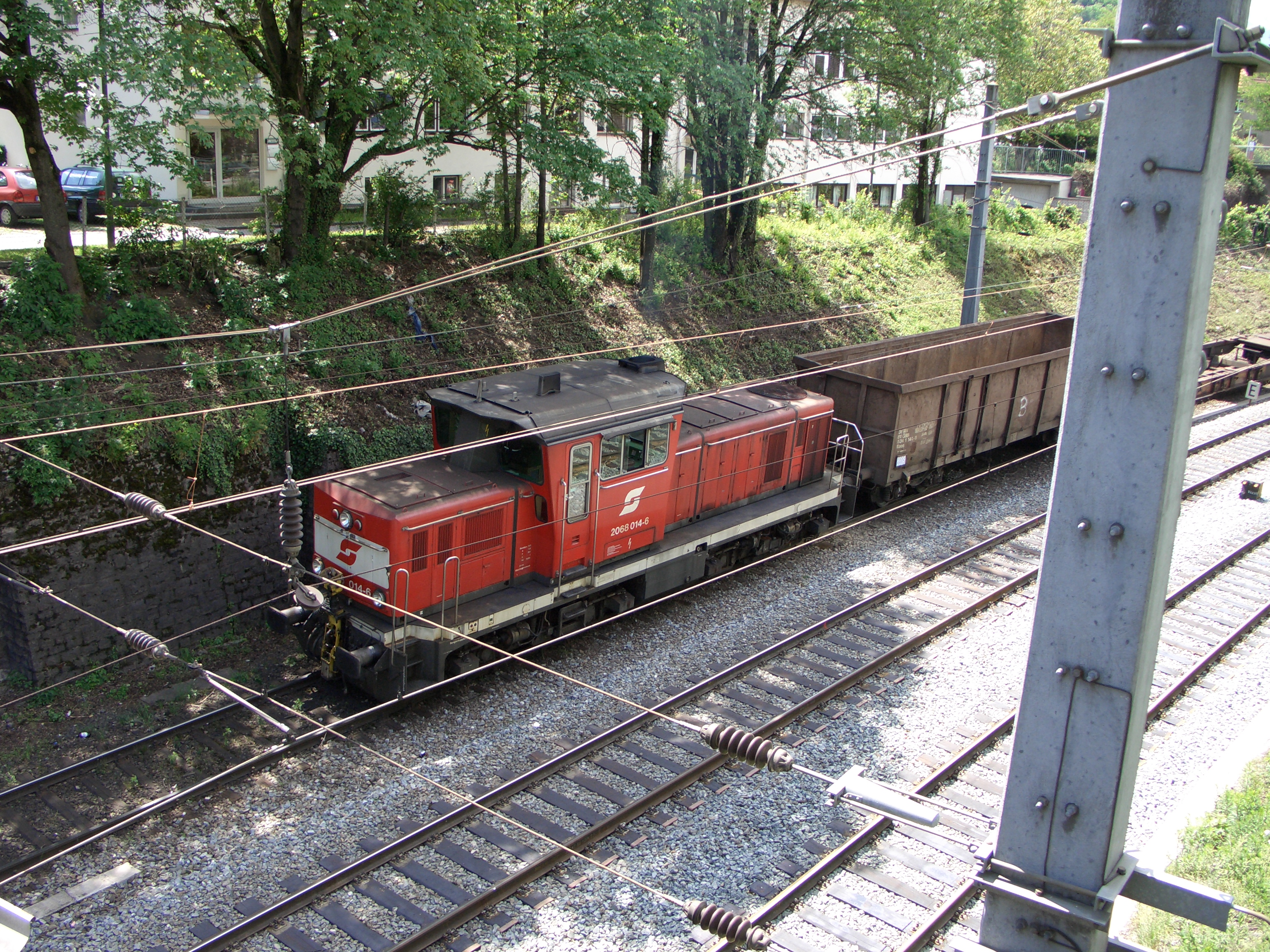
2068 014-6 zwischen Innsbruck Hauptbahnhof und Innsbruck Westbahnhof
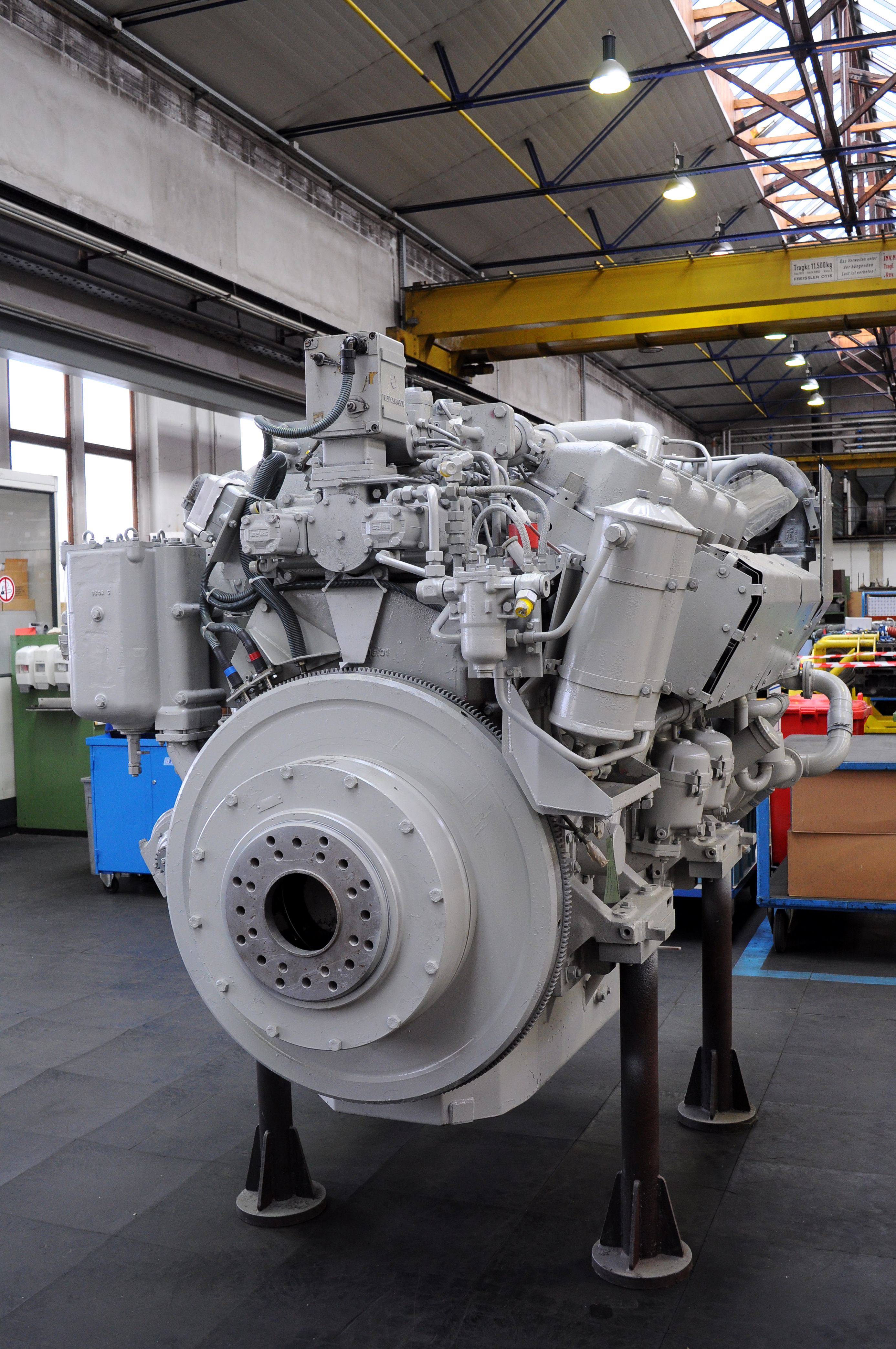
Dieselmotor einer 2068
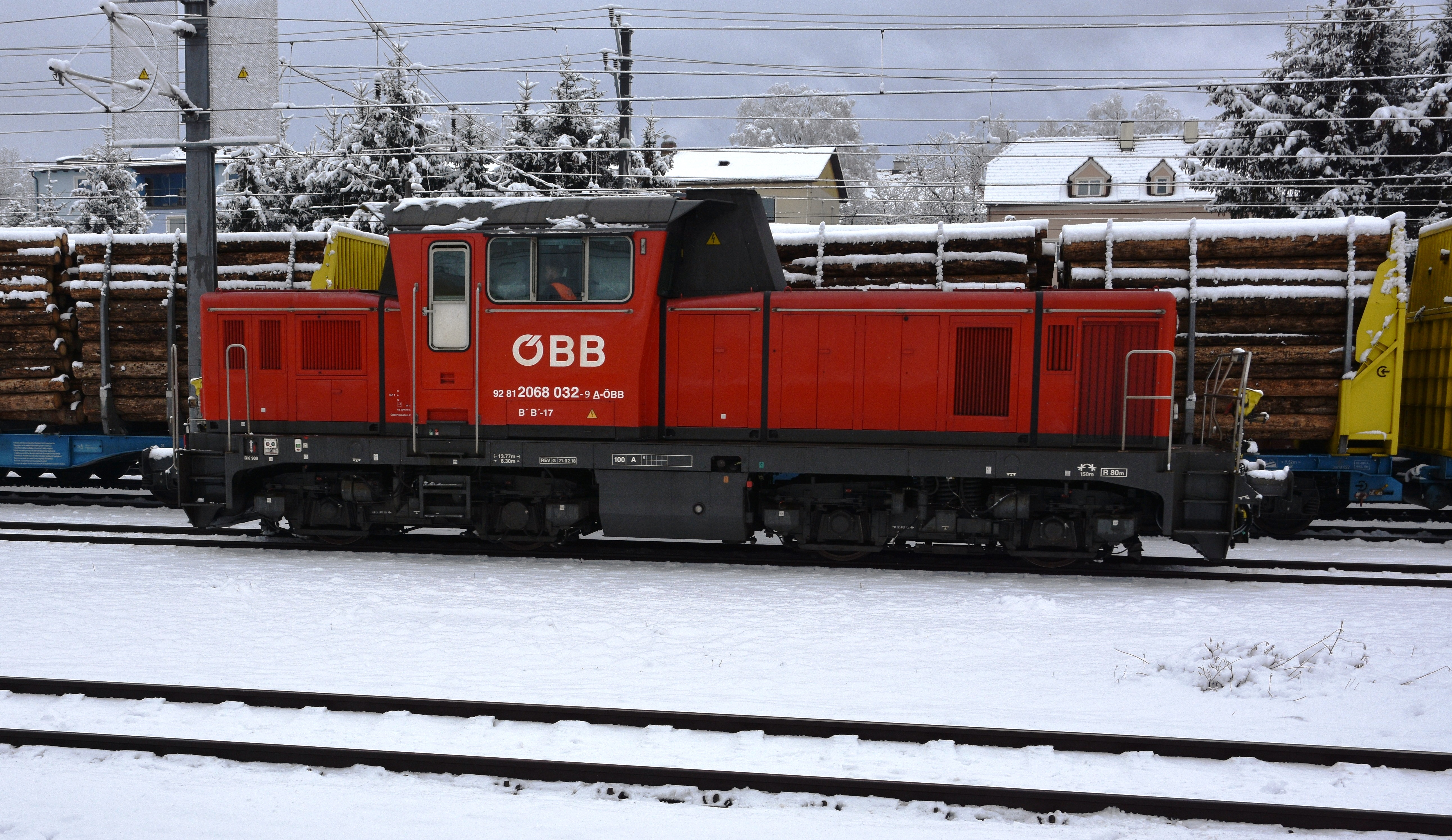
2068 032-9, Winter in Zeltweg, Steiermark